# Sint-Joseph

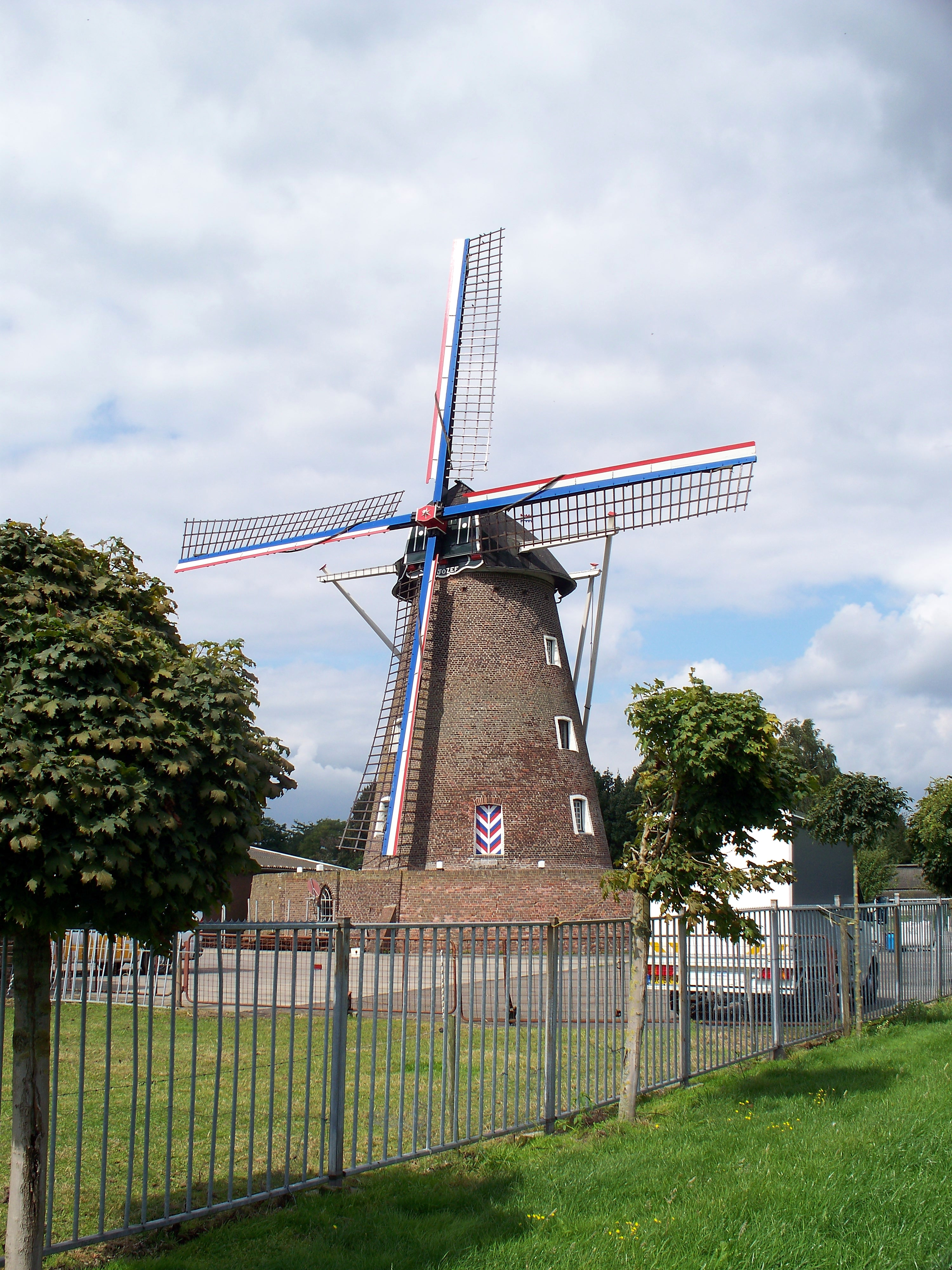
Sint-Joseph

Sint-Joseph ist eine Getreidemühle in der Gemeinde Nederweert (Ortsteil Kreijel) in der niederländischen Provinz Limburg. 
Die Errichtung der Mühle wurde 1839 von einer Gruppe von 20 Landwirten in Auftrag gegeben und durch (Jan) Mathijs Breukers gebaut. 1866 wurde die Mühle an Mathijs Geussens verkauft. Anfang des 20. Jahrhunderts wurde vom damaligen Besitzer Peter Jan Joosten ein Sauggas-Motor mit einem Gas-Generator installiert, um auch bei Windstille mahlen zu können. Später wurde diese Installation durch einen Elektromotor ersetzt. Sint-Joseph war noch bis um 1970 als Getreidemühle in Betrieb. In den Jahren 1978 bis 1979 wurde die Mühle restauriert. 
Die Flügel der Mühle sind knapp 25 Meter lang (Spannweite). Die Mühle ist mit zwei Mühlsteinen ausgestattet. Sint-Joseph befindet sich im Besitz der Gemeinde Nederweert und ist gewöhnlich samstags und sonntags zu besichtigen. 